# Schillerstraße (Bremerhaven)
Die Schillerstraße in Bremerhaven ist eine zentrale Erschließungsstraße in Geestemünde (Nord, Geestendorf und Süd). Sie führt in Nord-Süd-Richtung von der Rheinstraße und Bismarckstraße bis zum Isländer Platz.

## Querstraßen
Die lange Straße gliedert sich in zwei Teile:
- Nördlicher Abschnitt von der Bismarckstraße bis zur Georg-Seebeck-Straße
- Südlicher Abschnitt von der Georg-Seebeck-Straße bis zur Helgoländer Straße in Geestemünde-Süd

Die Querstraßen sind benannt nach dem Rhein, Otto von Bismarck, Friedrich, Kehdingen, Wilhelm Raabe, Buchtstraße, Hans Grashoff (bis 1922 Keilstraße), Lothringen (früher Mittelstraße), Johannesstraße, Otto Lilienthal (früher Osterstraße), An der Mühle, Süderwürden als Verbindung zum Geestemünder Friedhof nach einem Teil von Landwürden, Hermann Allmers nach dem Marschendichter, Friedrich Gottlieb Klopstock (früher Reuterstraße), Wittekindstraße 1906 im neuen Wohnviertel nach Widukind (Sachsen) (früher Friesenstraße), Christian Fürchtegott Gellert, nach den Düppeler Schanzen, Georg Seebeck (früher Grünenstraße), Hamburg, Altona, Helgoland und Island.

## Geschichte

### Name
Die Schillerstraße wurde benannt nach dem Arzt, Dichter und Philosophen Friedrich Schiller (1759–1805). Er gilt als einer der bedeutendsten deutschen Dramatiker, Lyriker und Essayisten. Viele seiner Theaterstücke wie Die Räuber, Kabale und Liebe, Don Karlos,  Wallenstein, Maria Stuart und Die Jungfrau von Orléans gehören zum Standardrepertoire der deutschsprachigen Theater. Für die Entwicklung eines deutschen Nationalbewusstseins hatte er zentrale Bedeutung.

### Entwicklung

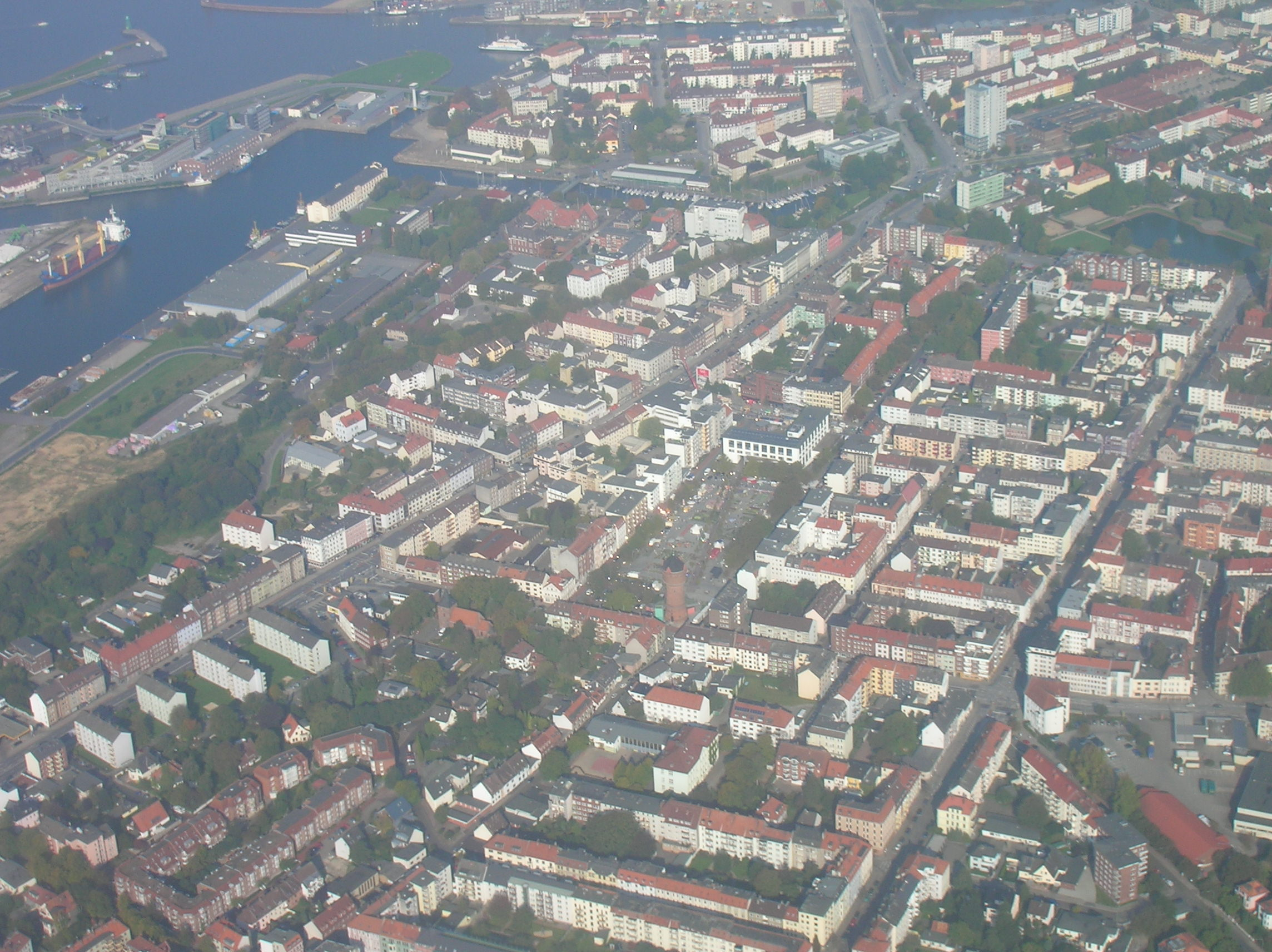
Geestemünde, re. die Schillerstr.

1139 wurde Gestenthorpe erstmals erwähnt. Das Dorf war im Mittelalter Besitz des Bistums Bremen. 1715 gelangte Geestendorf an das Kurfürstentum Braunschweig-Lüneburg, später das Königreich Hannover und seit 1866 preußische Provinz Hannover. 1850 gab es 1071 Einwohner. 1863 begann die Paschschule als zweite Volksschule mit dem Unterricht in der Schillerstraße 14. 1875 wurde die Christuskirche Bremerhaven-Geestemünde eingeweiht.
Ab 1845 wurde Geestemünde durch das Königreich Hannover als Hafenstadt angelegt. 1889 entstand Geestemünde durch die Vereinigung der beiden Gemeinden Geestemünde und Geestendorf.
Im Stadtplan von um 1901 endet die Straße an der Grünenstraße (heute Georg-Seebeck-Straße); nach 1918 wurde sie verlängert.
Geestemünde-Süd ist eine städtebaulich geschlossene Siedlung, die nach dem Ersten Weltkrieg für die Arbeiter im Fischereihafen gebaut wurde. Nach der Zusammenlegung von Geestemünde, Lehe und Alt-Bremerhaven (1927) mussten eine Reihe von Straßen umbenannt werden, da sie, zumeist in Alt-Bremerhaven, bereits vorhanden waren.
Die Luftangriffe auf Wesermünde zerstörten viele Gebäude im hafennahen, nordwestlichen Bereich.

### Verkehr
Im Nahverkehr von BremerhavenBus tangieren die Straße die Linien 503, 504, 505, 506, 507, 508, 509, 510, 514 sowie HL, ML an der Bismarckstraße sowie 502, 504, 505, 506, 510, 514, HL, ML an der Grashoffstraße. Die Linien 502 und ML sowie ein Anruf-Linientaxi durchfahren die Straße im südlichen Bereich.

## Gebäude und Anlagen

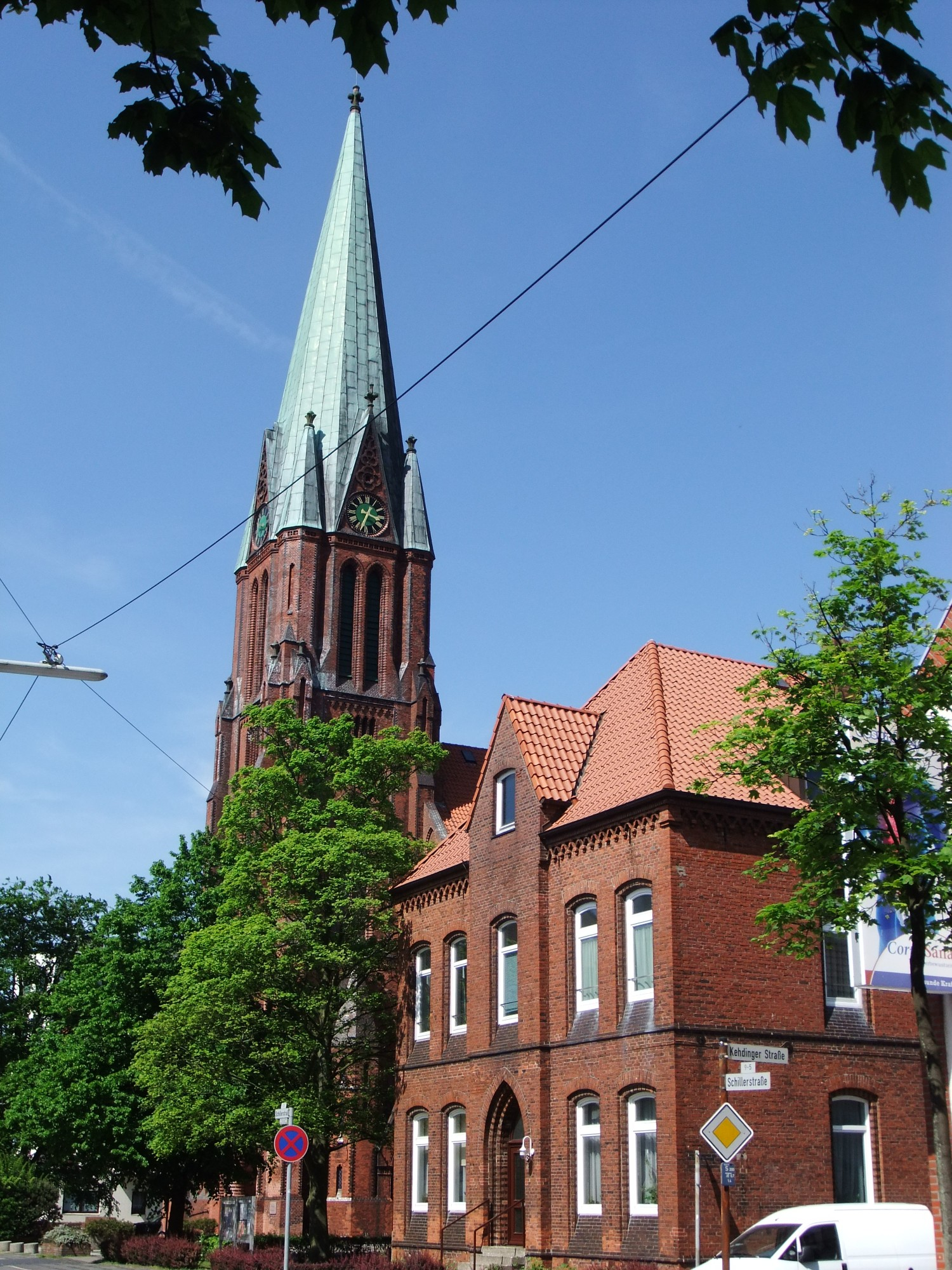
Christuskirche und Pfarrhaus

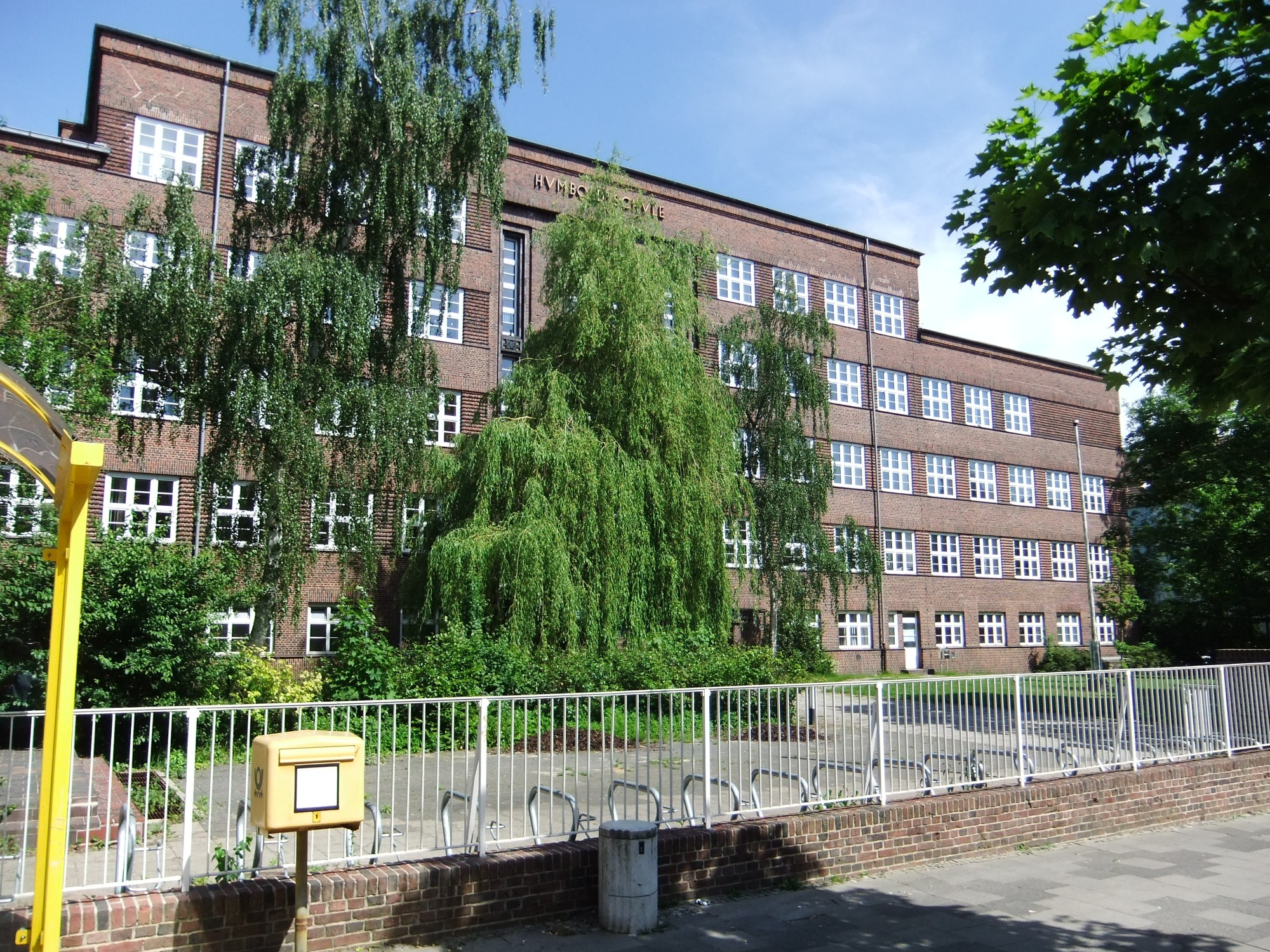
Humboldtschule

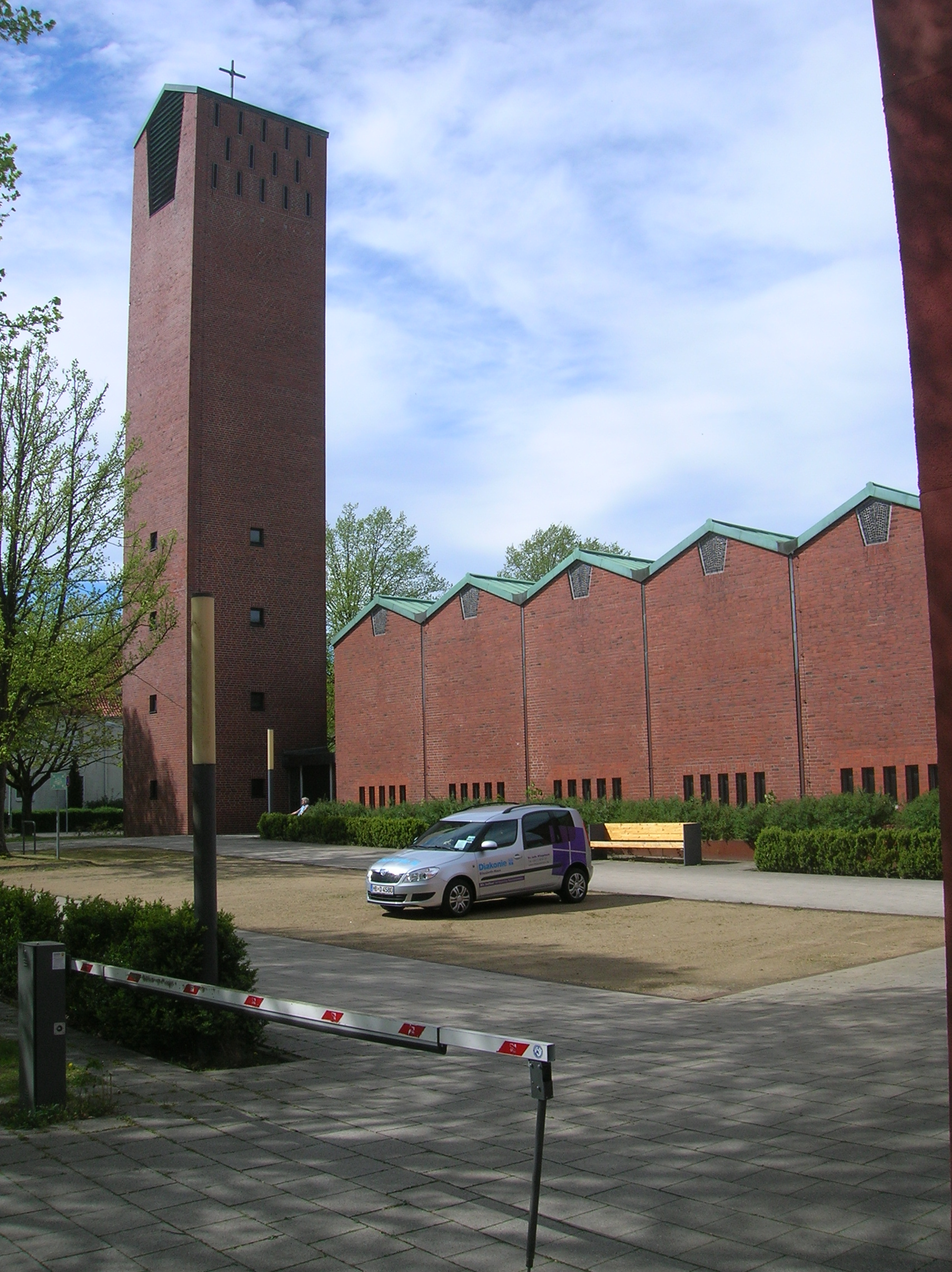
Matthäuskirche

Die Straße hat überwiegend eine ein- bis siebengeschossige, uneinheitliche, Bebauung mit zumeist neuen Häusern.
- Schillerstraße 1 Ecke Bismarckstraße: Dreischiffige neugotische, backsteinsichtige,  evangelische, denkmalgeschützte Christuskirche Bremerhaven-Geestemünde als Hallenkirche von 1875 mit 60 m hohen, 5-gesch., quadratischen Westturm nach Plänen von Conrad Wilhelm Hase, Hannover[1]
  - Nr. 3: 2-gesch. Pfarrhaus von 1875
- Nr. 8: 4-gesch. Eckhaus mit einem Hotel
- Nr. 5–9: 2- gesch. Wohn- und Geschäftshaus mit modischen Giebeln
- Nr. 18: 4-gesch. Wohn- und Geschäftshaus um 1900
- Nr. 20: 2-gesch. Wohn- und Geschäftshaus um 1900 als Giebelhaus mit prägenden Giebelabschluss
- Nr. 39: 4-gesch. Wohn- und Geschäftshaus um 1900
- Johannesstraße Nr. 18 Ecke Schillerstraße: 4-gesch. Wohn- und Geschäftshaus von um 1900
- An der Mühle Nr. 40 Ecke Schillerstraße: 4-gesch. Wohn- und Geschäftshaus mit Giebelfront und Erker als Segmentbogen um 1900
- Nr. 75: 3-gesch. Wohnhaus um 1900 mit Walmdach und Erker
- Nr. 79: 2-gesch. Wohnhaus mit Erker als Eckgestaltung
- Nr. 87: 3- bis 5-gesch. verklinkerte, denkmalgeschützte Humboldtschule Bremerhaven von 1927 als Volksschule nach Plänen von Wilhelm Kunz, Wesermünde; danach 1950 Volksoberschule mit Haupt-, Mittelschule und Gymnasium, 1975 Schulzentrum der Sekundarstufe I und seit 2010 wieder Oberschule.[2]
- Nr. 89 bis 107 sowie 110 bis 120: 4-gesch. Wohnhäuser mit Satteldächern von nach 1960
- Nr. 122 bis 140: 2-gesch. Wohnhäuser mit Satteldächern um 1950
- Nr. 117: Neuere evangelische Matthäuskirche mit später erstelltem, freistehenden quadratischen Turm
- Nr. 129 bis 135a: Vier 4-gesch. Wohnhäuser der Stäwog in offener Zeilenbauweise von nach 1960
- Nr. 142: Oscar Drees Sporthalle
- Nr. 144: 1- und 2-gesch. Gebäude als Bad 2 der BHV Bädergesellschaft Bremerhaven mit drei Becken, Wellness und Sauna, 1975 als Hallenbad Süd gebaut

Kunstobjekte, Gedenktafeln
Stolpersteine: Nr. 98 für Berta Henriette Obermeier, Frieda Else Obermeier, Joseph Obermeier und Minna Obermeier